# Hollabrunn
Hollabrunn è un comune austriaco di 11 736 abitanti nel distretto di Hollabrunn, in Bassa Austria, del quale è capoluogo e centro maggiore; ha lo status di città capoluogo di distretto (Bezirkshauptstadt). Si trova a circa 50 km a nord-ovest di Vienna; il primo documento storico che testimonia l'esistenza di questo centro risale al 1135.